# Deutsche Luft-Reederei
Deutsche Luft-Reederei (Tyska Luftrederiet) var ett tyskt flygbolag grundat 1917, som 1923 slogs ihop med Lloyd Luftdienst och bildade Deutscher Aero Lloyd. Bolaget drev även det svenska dotterbolaget Nordiska flygrederiet. 1926 uppgick Deutsche Aero Lloyd upp i det nygrundade Lufthansa.